# Montastraea multipunctata
Montastraea multipunctata is een rifkoralensoort uit de familie van de Montastraeidae. De wetenschappelijke naam van de soort is voor het eerst geldig gepubliceerd in 1985 door Hodgson.